# Granatellus
Granatellus es un género de aves paseriformes perteneciente a la familia de Cardinalidae, aunque anteriormente se clasificaba en la familia Parulidae. El género agrupa tres especies reconocidas nativas de México, América Central y Sudamérica.

## Especies
Se reconoce las siguientes especies:
- Granatellus pelzelni P. L. Sclater, 1865 – reinita pechirroja,[3]
- Granatellus sallaei Bonaparte, 1856 – reinita yucateca,[3] granatelo yucateco[2]
- Granatellus venustus Bonaparte, 1850 – reinita mexicana,[3] granatelo mexicano[2]